# Saviour
Saviour (z ang. zbawiciel) – debiutancki album brytyjskiej grupy Antimatter, wydany w 2002 roku przez Prophecy Productions oraz The End Records (w USA).

## Lista utworów
1. Saviour
2. Holocaust
3. Over Your Shoulder
4. Psalms
5. God Is Coming
6. Angelic
7. Flowers
8. The Last Laugh
9. Going Nowhere

Utwory dodatkowe
- Over Your Shoulder (wersja akustyczna) – wydania Prophecy Productions i The End Records
- Flowers (wersja akustyczna) – wydanie The End Records

## Muzycy
W nagrywaniu płyty uczestniczyli m.in. (oprócz stałych członków zespołu, Duncana Pattersona i Micka Mossa):
- wokalistki Michelle Richfield (utwory 1, 2, 3, 4, 6, 8) oraz Hayley Windsor (utwory 5, 6, 7, 9),
- gitarzysta Anathemy Daniel Cavanagh (gitara w dodatkowych utworach, wokal w akustycznej wersji Flowers).